# Крылов, Вячеслав Степанович
Вячеслав Степанович Крылов — советский хозяйственный, государственный и политический деятель.

## Биография
Родился в 1931 году в селе Соколово. Член КПСС.
Окончил Томский политехнический институт.
В 1953—1973 — участковый маркшейдер шахты 5-6, главный маркшейдер шахты «2-я Андреевская», секретарь парткома шахты «Восход» треста «Анжероуголь».
В 1973—1978 — секретарь, второй секретарь Анжеро-Судженского горкома КПСС.
В 1978—1989 — первый секретарь Анжеро-Судженского горкома КПСС.
В 1989—1991 — горный мастер подземного участка шахтоуправления шахты «Физкультурник» в Анжеро-Судженске.
Делегат XXVII съезда КПСС.
Жил в Анжеро-Судженске.

## Награды
- Орден Октябрьской Революции
- Орден Трудового Красного Знамени (19.03.1981)